# Asota woodfordi
Asota woodfordi là một loài bướm đêm thuộc họ Erebidae. Nó là loài đặc hữu của quần đảo Fiji.
Sải cánh dài 44–50 mm.